# Minamoto no Yoshikuni
Minamoto no Yoshikuni (源 義国, 1082-1155) est le fils du fameux samouraï Minamoto no Yoshiie et un ancêtre des familles Ashikaga et Nitta.